# Manuel Pessanha
Manuel Pessanha (de l'italien Emanuele Pessagno), né vers 1280-1290, est un navigateur et marchand génois qui a servi au Portugal au XIVe siècle comme premier amiral de Portugal à l'époque du roi Denis Ier.